# Долгово-Сабуров Олександр Сергійович
Олександр Сергійович Долгово-Сабу́ров (1851—1916) — мінський губернський предводитель дворянства, гофмейстер.
Народився 7 (19) липня 1851 року. Походив із спадкових дворян Могилівської губернії. Землевласник тієї ж губернії (придбані 1514 десятин).
Після закінчення Олександрівського ліцею у 1871 році вступив на службу до Міністерства юстиції та був відряджений для занять до Чернігівської палати кримінального та цивільного суду. Обіймав посади та. д. судового слідчого 2-ї ділянки Суражського повіту (1873) та судового слідчого тієї ж ділянки (1874-1876). У 1876 призначений був товаришем прокурора Петроківського окружного суду.
В 1881 перейшов до Міністерства внутрішніх справ і був призначений в канцелярію віленського генерал-губернатора на посаду начальника відділення канцелярії. У 1887 році був призначений новогрудським повітовим ватажком дворянства. В 1894 був призначений чернігівським віце-губернатором, а в 1902 переведений на ту ж посаду до Віленської губернії. У 1897 році був зроблений у дійсні статські радники. В 1904 був призначений мінським губернським ватажком дворянства, на якій посаді перебував до 1916 року. У 1913 році був наданий в гофмейстери. Брав участь у багатьох адміністративних комісіях Західного краю. Складався членом багатьох громадських та благодійних установ.
Помер 16 (29) грудня 1916 року у своєму маєтку Закружляння Гомельського повіту Могилевської губернії. 

## Нагороди
- Орден Святого Станіслава 3 ст. (1890)
- Орден Святої Анни 3 ст. (1893)
- Орден Святого Станіслава 2 ст. (1895)
- Орден Святого Володимира 4 ст. (1899)
- Орден Святого Володимира 3 ст. (1903)
- Орден Святого Станіслава 1 ст. (1907)
- Орден Святої Анни 1 ст. (1910)
- медаль «На згадку царювання імператора Олександра III»
- медаль «За праці за першим загальним переписом населення»
- медаль «На згадку про 300-річчя царювання будинку Романових»
- Відзнака «за праці з землеустрою»

Іноземні:
- Бухарський Орден Золотої зірки 1-й ст. (1898).